# Ірвінгтон (Кентуккі)
Ірвінгтон (англ. Irvington) — місто (англ. city) в США, в окрузі Брекінрідж штату Кентуккі. Населення — 1231 особа (2020).

## Географія
Ірвінгтон розташований за координатами 37°52′41″ пн. ш. 86°17′8″ зх. д. / 37.87806° пн. ш. 86.28556° зх. д. (37.878074, -86.285528).  За даними Бюро перепису населення США в 2010 році місто мало площу 2,28 км², з яких 2,28 км² — суходіл та 0,00 км² — водойми.

## Демографія
Згідно з переписом 2010 року, у місті мешкала 1181 особа в 488 домогосподарствах у складі 316 родин. Густота населення становила 518 осіб/км².  Було 548 помешкань (240/км²).
Расовий склад населення:
| - 88,3 % — білих - 7,5 % — чорних або афроамериканців - 0,5 % — корінних американців - 0,3 % — азіатів - 1,1 % — осіб інших рас |

До двох чи більше рас належало 2,2 %. Частка іспаномовних становила 1,5 % від усіх жителів.
За віковим діапазоном населення розподілялося таким чином: 26,7 % — особи молодші 18 років, 55,9 % — особи у віці 18—64 років, 17,4 % — особи у віці 65 років та старші. Медіана віку мешканця становила 38,4 року. На 100 осіб жіночої статі у місті припадало 86,3 чоловіків;  на 100 жінок у віці від 18 років та старших — 83,1 чоловіків також старших 18 років.
Середній дохід на одне домашнє господарство  становив 40 300 доларів США (медіана — 27 083), а середній дохід на одну сім'ю — 48 485 доларів (медіана — 38 636). Медіана доходів становила 45 357 доларів для чоловіків та 34 250 доларів для жінок. За межею бідності перебувало 25,5 % осіб, у тому числі 36,5 % дітей у віці до 18 років та 21,0 % осіб у віці 65 років та старших.
Цивільне працевлаштоване населення становило 333 особи. Основні галузі зайнятості: роздрібна торгівля — 18,3 %, виробництво — 15,6 %, мистецтво, розваги та відпочинок — 14,7 %.